# Jesús Angulo
Jesús Alberto Angulo Uriarte (Culiacán, Sinaloa, 30 de enero de 1998) es un futbolista mexicano, juega como defensa y su equipo es el Tigres UANL de la Liga MX. Ha sido internacional para la Selección de México.

## Trayectoria
Angulo comenzó jugando en el 2012 con las Águilas de la UAS de la Tercera División de México. A inicios del 2013 fue convocado para participar con la Selección de la Tercera División en el Torneo Sub-15 organizado por la Federación Mexicana de Fútbol Asociación. Tras su participación en el torneo Sub-15 fue reclutado por el Club Santos Laguna para formar parte de sus fuerzas básicas.
El 12 de enero de 2014 se vio envuelto en el accidente que tuvo el camión del equipo sub-17 de Santos cuando regresaban a la ciudad de Torreón después de haber jugado ante el equipo de Cruz Azul, el médico del equipo falleció y Angulo fue dado de alta del hospital al día siguiente gracias a que no tuvo lesiones de gravedad. En febrero fue convocado por Julio César Armendáriz para participar en la edición del 2014 de la Viareggio Cup en Italia, fue el más joven del plantel y no disputó ningún partido de la competencia. El 13 de diciembre de ese año logró el subcampeonato de la categoría sub-17 al perder la final ante el Club de Fútbol Monterrey FC. En febrero de 2015 fue convocado nuevamente para participar en la Viareggio Cup, en esta ocasión fue titular en los tres partidos que disputó su equipo y en abril se coronó campeón de la Dallas Cup en la categoría super sub-17 al derrotar a Monterrey en la final por marcador de 1-0. Para el Apertura 2015 subió a la categoría Sub-20 y en su primer torneo logró el campeonato al derrotar en la final al Club Tijuana en penales.
Debutó con el primer equipo el 15 de agosto de 2017 en un partido de la Copa México, fue titular en la victoria de su equipo ante Fútbol Club Juárez por marcador de 2-0. Un mes después, el 16 de septiembre debutó en primera división en la derrota como visitante de Santos ante Cruz Azul, entró al minuto 60 en lugar de Ventura Alvarado.
El 23 de junio de 2019 se anunció su préstamo al Atlas F. C..

## Selección nacional
Fue convocado por primera vez a la selección mayor por Ricardo Ferretti el 29 de agosto de 2018 para disputar dos partidos amistosos, uno contra Uruguay y el otro ante el acérrimo rival Estados Unidos. El 7 de septiembre debutó como titular en un partido amistoso contra la selección de Uruguay, jugó el partido completo con La selección Mexicano que perdió por marcador de 1-4.

## Palmarés

### Campeonatos nacionales
| Título                            | Equipo                    | País   | Año    |
| --------------------------------- | ------------------------- | ------ | ------ |
| Primera División de México Sub-20 | Club Santos Laguna Sub-20 | México | A-2015 |
| Primera División de México        | Club Santos Laguna        | México | C-2018 |
| Primera División de México        | Atlas Fútbol Club         | México | A-2021 |
| Primera División de México        | Tigres UANL               | México | C-2023 |

### Campeonatos internacionales
| Título                          | Equipo              | País     | Año  |
| ------------------------------- | ------------------- | -------- | ---- |
| Juegos Olímpicos                | Selección de México | Tokio    | 2021 |
| Liga de Naciones de la Concacaf | Selección de México | Concacaf | 2025 |